# Line Sigvardsen Jensen
Line Sigvardsen Jensen (Farsø, 1991. augusztus 23. –) Európa-bajnoki ezüstérmes dán női válogatott labdarúgó, a Fortuna Hjørring csapatának középpályása.

## Pályafutása

### Klubcsapatokban
1999-ben nyolcévesen lépett első alkalommal pályára. A Hornum IF és az Aarst IK csapataiban szerezte első tapasztalatait.
2006-ban a B52 Aalborg együttesénél folytatta és három szezon után a Fortuna Hjørring keretéhez csatlakozott, akikkel három bajnoki címet és egy kupagyőzelmet szerzett.
2016. július 13-án az NWSL-be igazolt a Washington Spirithez.

### A válogatottban
2009. október 24-én öltötte magára első alkalommal a válogatott mezét Vejlében a grúz válogatott elleni 2011-es vb-selejtező mérkőzésen.
2017-ben tagja volt az Európa-bajnokságon ezüstérmet szerzett dán keretnek.

## Statisztikái
| Sorozat              | Dátum      | Helyszín                                 | Ellenfél     | Gól | Eredmény | Forrás |
| -------------------- | ---------- | ---------------------------------------- | ------------ | --- | -------- | ------ |
| 2013-as Eb-selejtező | 2011–09–21 | Jereván                                  | Örményország | 1   | 0–5      | [ 4 ]  |
| 2017-es Algarve-kupa | 2017–03–03 | Estádio Municipal da Bela Vista, Parchal | Portugália   | 1   | 0–6      | [ 5 ]  |

## Sikerei, díjai

### Klubcsapatokban
Dán bajnok (3):
- Fortuna Hjørring (3): 2009–10, 2013–14, 2015–16

 Dán kupagyőztes (2):
- Fortuna Hjørring (2): 2015–16, 2018–19

 NWSL rájátszás ezüstérmes (1):
- Washington Spirit (1): 2016

### A válogatottban
Dánia
- Európa-bajnoki ezüstérmes: 2017